# Aquino (Ftiótida)

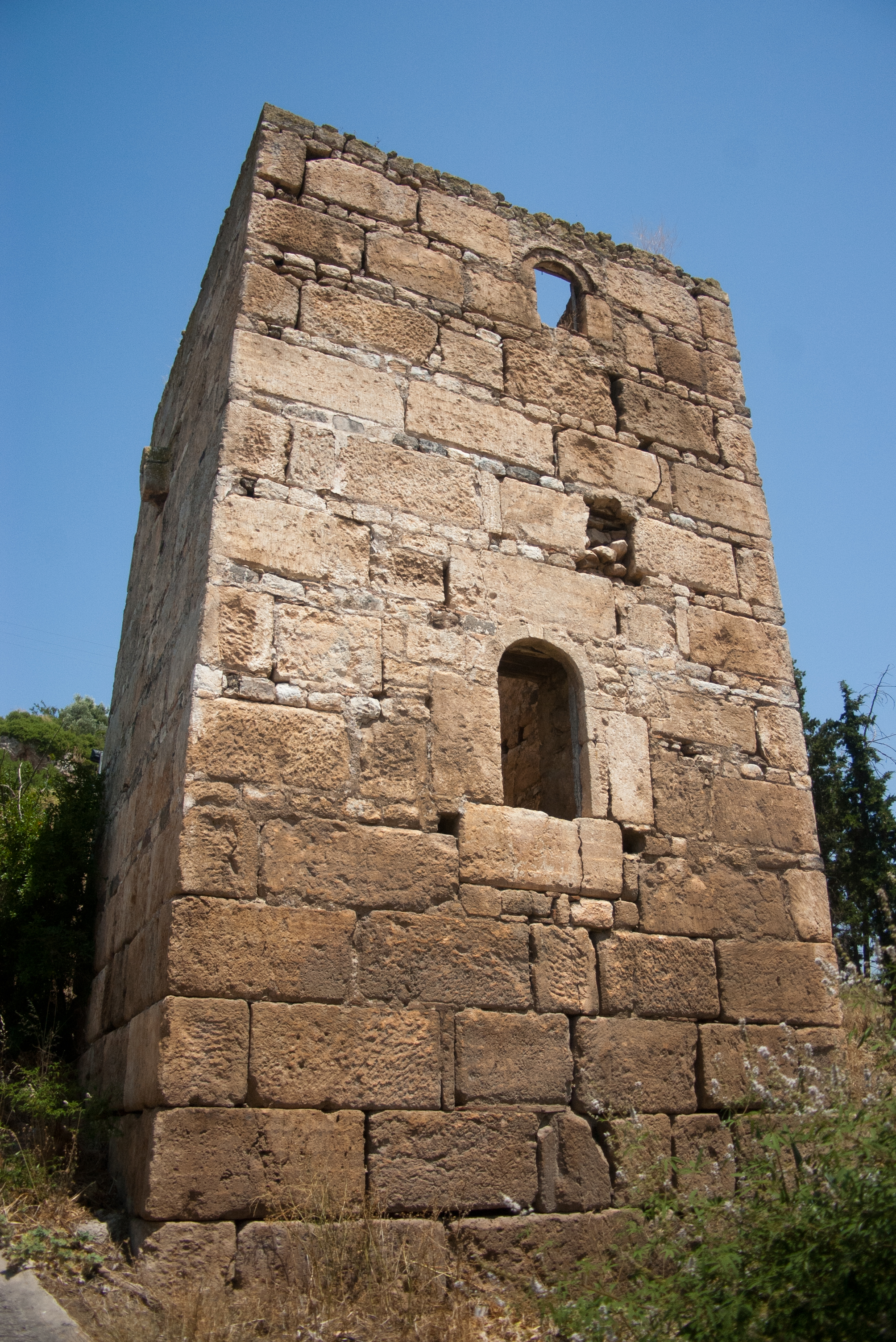
Torre medieval erigida com restos antigos

Aquino (em grego: Αχινός; romaniz.: Achinós) é uma vila na costa norte do Golfo de Mália, na unidade regional de Ftiótida, na Grécia Central. Na Antiguidade, foi o sítio da cidade de Equino (em grego: Ἐχῖνος; romaniz.: Echinos; em latim: Echinus). Desde 2011, a vila faz parte da municipalidade de Estílada e da unidade municipal de Equínios. No censo de 2011, sua população foi registrada como 726.

## História
A antiga cidade de Equino foi originalmente parte da Acaia Ftiótida, até ser concedida aos málios por Filipe II da Macedônia em 342 a.C.. De ca, 235 a.C., foi parte da Liga Etólia até 210 a.C., quando foi capturada por Filipe V. Os romanos capturaram-a em 193 a.C. e deram-lhe de volta aos málios em 189 a.C.. Sob governo romano, a cidade fez parte da Acaia Ftiótida e por extensão à Tessália, e experimentou um período de grande prosperidade, como testemunhado pelos achados arqueológicos. 
No final da Antiguidade, a cidade foi uma sé episcopal com seus bispos tomando parte nos concílios do Éfeso (431) e Calcedônia (451). O imperador Justiniano (r. 527–565) renovou suas fortificações, mas um grande terremoto, seguido por um tsunami, em 551 causou grande dano, e a cidade provavelmente nunca se recuperou; com o início das invasões eslavas algumas décadas depois, o sítio foi provavelmente totalmente abandonado.
A cidade continuou a ser mencionada como uma sé episcopal (uma sé sufragânea de Lárissa) até o século XIII, mas provavelmente não foi habitada. Ao menos uma pequena fortificação medieval — da qual uma torre, construída de espólios, e traços de duas muralhas de cortina, provavelmente do período bizantino tardio, sobrevivem — de ter sido erigida nas ruínas da antiga acrópole, talvez tão tarde quanto o começo do período da Latinocracia. Além destas ruínas antigas e medievais, uma igreja dedicada a Dormição foi erigida nos tempos otomanos, enquanto na vila moderna, materiais antigos, incluindo um mosaico de chão, foram reutilizados na Igreja de São Atanásio.